# 似褐體遊鰾條鰍
似褐體遊鰾條鰍（學名：Physoschistura pseudobrunneana），為輻鰭魚綱鯉形目條鰍科遊鰾條鰍屬的其中一種。分布於亞洲湄公河及湄南河流域，體長可達10公分，棲息在河川底層水域，生活習性不明。

## 扩展阅读
維基物種上的相關：似褐體遊鰾條鰍